# Get Backers
Get Backers (ゲットバッカーズ?) è un manga scritto da Yuya Aoki e disegnato da Rando Ayamine. È stato pubblicato da Kōdansha in Giappone sulla rivista Weekly Shōnen Magazine. In totale si contano 39 volumi; si è concluso in Giappone il 21 febbraio 2007.
Nel 2002, ne è stato tratto un anime, prodotto da Studio Deen, andato in onda tra il 2002 e il 2003 composto da 49 episodi.
In Italia il manga è stato serializzato per i primi 6 numeri dalla defunta Play Press Publishing nella collana Boys Comix. Con il fallimento della società il manga è stato interrotto.
In Giappone Get Backers è stato serializzato fino alla sua conclusione con il 39º numero, risultando un successo degno di nota per la categoria shōnen.

## Trama
"Get Backers" è il nome della squadra di recupero formata da Amano Ginji e Midou Ban, due ragazzi dai poteri incredibili, entrambi con un tenebroso passato alle spalle. I due recuperano qualsiasi oggetto, animale, persona, di qualsiasi valore. Costantemente squattrinati, vivono praticamente per strada, o a volte a bordo della minuscola auto di Ban (quando questa non viene sequestrata per divieto di sosta).
Ban e Ginji vengono coinvolti in situazioni incredibili e avventurose.

## Personaggi
Ban Mido
Doppiato da Nobutoshi Canna
Ban apparentemente sembra arrogante e pieno di sé. È grande amico di Ginji, nonostante si diverta spesso a prenderlo in giro. Il suo "Jyagan", o "occhio malvagio" è un potere incredibile, permette di creare illusioni (non più lunghe di un minuto) in chiunque egli guardi negli occhi. Tuttavia il "jyagan può essere usato solo tre volte al giorno e una volta sola a persona, altrimenti il suo corpo ne potrebbe risentire. A parte questi poteri, comunque Ban è molto forte fisicamente. Gli piace suonare il violino.
Ginji Amano
Doppiato da Shōtarō Morikubo
Innocente, infantile, dolce, gentile e premuroso, Ginji si comporta come un vero gentiluomo. Ma c'è anche un altro lato del suo carattere: è un combattente dotato di forza incredibile, forse anche più di Ban, e può creare elettricità col proprio corpo. Un tempo era conosciuto come l'imperatore Tuono, ed era leader dei Volts, una banda di teppistelli. I Volts erano diventati piuttosto famosi e temuti. In seguito all'incontro con il "bun" Ban, Ginji ha ritrovato la retta via, ed ha lasciato i Volts.
Kazuki Fuchoin
Doppiato da Sōichirō Hoshi
Nonostante l'aspetto femminile, Kazuki è un uomo. Molto calmo e tranquillo, quasi timido, Kazuki è molto fedele a Ginji, in quanto lui faceva parte dei volts, all'epoca in cui Ginji ne era il leader. È un avversario temibilissimo in grado di uccidere in un batter d'occhio col suo "Fuchoin String Ryu". Inoltre grazie alla sua particolare acconciatura è dotato di un udito acutissimo.
Shido Fuyuki
Doppiato da Takanori Hoshino
Anche Shido faceva parte dei Volts sotto la guida di Ginji. Era conosciuto come "Beast Master", per la sua abilità di parlare con gli animali e controllarli. Inoltre è un potentissimo combattente, ed il suo avversario preferito sembra essere Ban, forse a causa dell'arroganza che contraddistingue entrambi. Ha una fidanzata dolcissima, la violinista Madoka.
Himiko Kudou
Doppiata da Natsuko Kuwatani
Ragazzina esperta in veleni, Himiko è in grado di creare veleni per ogni occasione e dagli effetti più svariati. Un tempo era amica di Ban, almeno fino al giorno in cui non ha scoperto che Ban era l'assassino di suo fratello.
Claude Akabane
Doppiato da Nobuo Tobita
Ragazzo dall'aspetto inquietante e dal ghigno permanente, Kuroudo ha sotto la sua pelle 108 bisturi micidiali. È un tipo davvero imprevedibile. Il suo obbiettivo è combattere contro Ban ed ucciderlo; è in grado di utilizzare i suoi bisturi in svariati modi, avvolgendoli in un'aura rossa: può farli cadere a "pioggia" sul suo avversario (Bloody Rain) o unirli insieme creando una spada (Bloody Sword).
Natsumi Mizuki
Doppiata da Otoha
Natsumi lavora come cameriera all"Honky Tonk" ed è una gran lavoratrice. Amica di Ban e Ginji, Natsumi ama l'arte e la musica.
Paul Wang
Doppiato da Yasunori Matsumoto
Proprietario dell'"Honky Tonk", piccolo ristorante frequentato spessissimo da Ginji e Ban. Sembra avere parecchi "agganci" utili per i lavoretti dei due ragazzi. Ban, Ginji, e Natsumi lo chiamano "Master".
Heaven
Doppiata da Rio Natsuki
Misteriosa ma decisamente affascinante ragazza, che dà lavoro a Ban e Ginji, e che spesso li aiuta, anche se il più delle volte finisce solo per creare confusione e guai.

## Episodi
L'anime segue il manga solamente per 25 episodi. Nella seconda metà dell'anime ci sono due sage, ma solo una, quella sulla Venere di Milo, compare nel manga, mentre gli episodi rimanenti sono autoconclusivi. I titoli degli episodi e delle saghe sono quelli utilizzati nel doppiaggio inglese da ADV. I nomi delle saghe non sono ufficiali ma solo una convenzione per questa tabella.
| Nº                                                                           | Titolo italiano Giapponese 「Kanji」 - Rōmaji                                                                                      | In onda           | In onda |
| Nº                                                                           | Titolo italiano Giapponese 「Kanji」 - Rōmaji                                                                                      | Giapponese        |         |
| Episodi autoconclusivi (2 episodi)                                           | |                   |         |
| 1                                                                            | The Initials are "G"(Ginji) and "B"(Ban) 「イニシャルはＧ＆Ｂ(ギンジとバン）」 - Initial wa G (Ginji) to B (Ban)                   | 5 ottobre 2002    |         |
| 1                                                                            | Episodio presente solamente nell'anime                                                                                             |                   |         |
| 2                                                                            | GetBack the Rusted Bonds 「錆びた絆を奪り還せ!」 - Sabi ta kizuna wo tori kaese!                                                   | 12 ottobre 2002   |         |
| 2                                                                            | Saga manga - Act 1. Enter The GetBackers                                                                                           |                   |         |
| Platinum (3 episodi)                                                         | |                   |         |
| 3                                                                            | Operation: Recover the Platinum 「プラチナ奪還作戦!」 - Purachina dakkan sakusen!                                                  | 19 ottobre 2002   |         |
| 3                                                                            | Saga manga - Act 3. Givers and Takers                                                                                              |                   |         |
| 4                                                                            | Recovery Service vs Transport Service 「奪還屋VS運び屋」 - Dakkanya VS hakobiya                                                    | 26 ottobre 2002   |         |
| 4                                                                            | Saga manga - Act 3. Givers and Takers                                                                                              |                   |         |
| 5                                                                            | Deathmatch at Sunrise: The Lightning Emperor vs Dr J 「暁の死闘 雷帝 VS Dr.J」 - Akatsuki no shitō Raitei VS Dr. J                 | 2 novembre 2002   |         |
| 5                                                                            | Saga manga - Act 3. Givers and Takers                                                                                              |                   |         |
| The Stradivarius (3 episodi)                                                 | |                   |         |
| 6                                                                            | Get Back the Divine Melody 「神の旋律を奪り還せ!」 - Kami no Shirabe o Torikaese!                                                  | 9 novembre 2002   |         |
| 6                                                                            | Saga manga - Act 4. (Get Back) The Sound of Life                                                                                   |                   |         |
| 7                                                                            | The Animal Transformation of the Beastmaster 「獣変化ビーストマスター」 - Jyūhenge BIISUTO MASUTAA                                 | 16 novembre 2002  |         |
| 7                                                                            | Saga manga - Act 4. (Get Back) The Sound of Life                                                                                   |                   |         |
| 8                                                                            | Timbre of Life, Resound 「響け、生命の音色」 - Hibike, Inochi no Oto                                                               | 23 novembre 2002  |         |
| 8                                                                            | Saga manga - Act 4. (Get Back) The Sound of Life                                                                                   |                   |         |
| 13th Sunflower (2 episodi)                                                   | |                   |         |
| 9                                                                            | Get Back the Phantom Sunflowers! Part One 「幻のひまわりを奪り還せ!・前編」 - Maboroshi no himawari wo tori kaese! (zenpen)        | 30 novembre 2002  |         |
| 9                                                                            | Saga manga - Act 5. Magical Sunflower                                                                                              |                   |         |
| 10                                                                           | Get Back the Phantom Sunflowers! Part Two 「幻のひまわりを奪り還せ!・後編」 - Maboroshi no himawari wo tori kaese! (kōhen)         | 7 dicembre 2002   |         |
| 10                                                                           | Saga manga - Act 5. Magical Sunflower                                                                                              |                   |         |
| Operation Recover "IL" (first Limitless Fortress arc) (15 episodi)           | |                   |         |
| 11                                                                           | Breach the Limitless Fortress - Operation Recover IL 「潜入、無限城・IL奪還作戦」 - Sennyū, Mugenjyō ・IL dakkan sakusen           | 14 dicembre 2002  |         |
| 11                                                                           | Saga manga - Act 6. Return to the Infinity Fortress                                                                                |                   |         |
| 12                                                                           | The Unknown Boy, MakubeX 「未知なる少年、MAKUBEX」 - Michi naru shōnen, MAKUBEX                                                    | 21 dicembre 2002  |         |
| 12                                                                           | Saga manga - Act 6. Return to the Infinity Fortress                                                                                |                   |         |
| 13                                                                           | Explosion: Fuuchouin - School Thread Technique 「炸裂!風鳥院流弦術」 - Sakuretsu! Fūchōin ryūgen jutsu                             | 28 dicembre 2002  |         |
| 13                                                                           | Saga manga - Act 6. Return to the Infinity Fortress                                                                                |                   |         |
| 14                                                                           | The New Four Kings 「新たなる四天王」 - Aratanaru Shitennō                                                                         | 11 gennaio 2003   |         |
| 14                                                                           | Saga manga - Act 6. Return to the Infinity Fortress                                                                                |                   |         |
| 15                                                                           | The Loulan Dance Whip That Twirls in the Night 「闇に舞う楼蘭舞踏鞭」 - Yami ni Mau Rōranbu Tōpen                                  | 18 gennaio 2003   |         |
| 15                                                                           | Saga manga - Act 6. Return to the Infinity Fortress                                                                                |                   |         |
| 16                                                                           | Explosion! The Lightning Emperor Angry 「爆発!怒りの雷帝」 - Bakuhatsu! Ikari no Raitei                                            | 25 gennaio 2003   |         |
| 16                                                                           | Saga manga - Act 6. Return to the Infinity Fortress                                                                                |                   |         |
| 17                                                                           | Recovery Team. Rendezvous! 「集結、奪還チーム!」 - Shūketsu, dakkan chiimu!                                                        | 1º febbraio 2003  |         |
| 17                                                                           | Saga manga - Act 6. Return to the Infinity Fortress                                                                                |                   |         |
| 18                                                                           | Crash! Shido vs Emishi! 「激突!士度VS笑師」 - Gekitotsu! Shido VS Emishi                                                           | 8 febbraio 2003   |         |
| 18                                                                           | Saga manga - Act 6. Return to the Infinity Fortress                                                                                |                   |         |
| 19                                                                           | Oh, My Friend - Kazuki vs Juubei 「友よ…花月VS十兵衛」 - Tomoyo... Kazuki VS Jūbei                                                 | 15 febbraio 2003  |         |
| 19                                                                           | Saga manga - Act 6. Return to the Infinity Fortress                                                                                |                   |         |
| 20                                                                           | The Man from Babylon City 「バビロンシティから来た男」 - Babylon City kara Kita Otoko                                              | 22 febbraio 2003  |         |
| 20                                                                           | Saga manga - Act 6. Return to the Infinity Fortress                                                                                |                   |         |
| 21                                                                           | Blade of Revenge: Ban vs Fudou 「復習の刃・蛮VS不動」 - Fukushū no Yaiba・Ban vs Fudō                                              | 1º marzo 2003     |         |
| 21                                                                           | Saga manga - Act 6. Return to the Infinity Fortress                                                                                |                   |         |
| 22                                                                           | Awakening: The Advent of the Lightning Emperor 「覚醒!雷帝降臨」 - Kakusei! Raitei kōrin                                           | 8 marzo 2003      |         |
| 22                                                                           | Saga manga - Act 6. Return to the Infinity Fortress                                                                                |                   |         |
| 23                                                                           | Attack! The Virtual Corps 「襲撃!バーチャル軍団」 - Shūgeki! Baacharu gundan                                                       | 15 marzo 2003     |         |
| 23                                                                           | Saga manga - Act 6. Return to the Infinity Fortress                                                                                |                   |         |
| 24                                                                           | The Final Fight! Ginji vs MakubeX 「最後の戦い!銀次 VS MAKUBEX」 - Saigo no tatakai! Ginji VS MAKUBEX                              | 22 marzo 2003     |         |
| 24                                                                           | Saga manga - Act 6. Return to the Infinity Fortress                                                                                |                   |         |
| 25                                                                           | Get Back the Limitless Future 「無限の未来を奪り還せ!」 - Mugen no mirai wo tori kaese!                                            | 5 aprile 2003     |         |
| 25                                                                           | Saga manga - Act 6. Return to the Infinity Fortress                                                                                |                   |         |
| Episodi autoconclusivi (3 episodi)                                           | |                   |         |
| 26                                                                           | Steam Recovery: The Hot Springs Travel Diary?! 「湯けむり奪還温泉紀行!?」 - Yukemuri Dakkan Onsen Kikō!?                           | 12 aprile 2003    |         |
| 26                                                                           | Saga manga - Interlude III. Let's Go to the Hot Springs!                                                                           |                   |         |
| 27                                                                           | High School Girl vs. Recovery Service 「女子高生VS奪還屋」 - Jyoshikōsei VS Dakkanya                                               | 19 aprile 2003    |         |
| 27                                                                           | Episodio presente solamente nell'anime                                                                                             |                   |         |
| 28                                                                           | The Man Who Lost His Past 「過去を失くした男」 - Kako wo nakushita otoko                                                           | 26 aprile 2003    |         |
| 28                                                                           | Episodio presente solamente nell'anime                                                                                             |                   |         |
| Venus de Milo (7 episodi)                                                    | |                   |         |
| 29                                                                           | Get Back the Arms of the Goddess 「女神の腕を奪り還せ!」 - Megami no Ude o Torikaese!                                              | 3 maggio 2003     |         |
| 29                                                                           | Saga manga - Act 7. The Lost Arms of the Goddess                                                                                   |                   |         |
| 30                                                                           | Mystery Assassins: The Miroku Siblings 「謎の刺客・弥勒兄弟」 - Nazo no Shikaku・Miroku Kyōdai                                     | 10 maggio 2003    |         |
| 30                                                                           | Saga manga - Act 7. The Lost Arms of the Goddess                                                                                   |                   |         |
| 31                                                                           | Hera and Krait 「ヘラとカイト」 - Hera to Kite                                                                                     | 17 maggio 2003    |         |
| 31                                                                           | Saga manga - Act 7. The Lost Arms of the Goddess                                                                                   |                   |         |
| 32                                                                           | The Mission Start! Ginji vs Miroku 「作戦開始!銀次VS弥勒」 - MISSHIYON SUTAATO! Ginji VS Miroku                                    | 24 maggio 2003    |         |
| 32                                                                           | Saga manga - Act 7. The Lost Arms of the Goddess                                                                                   |                   |         |
| 33                                                                           | Get Back the Eternal Goddess 「永久の女神を奪り還せ!」 - Towa no Megami o Torikaese!                                               | 31 maggio 2003    |         |
| 33                                                                           | Saga manga - Act 7. The Lost Arms of the Goddess                                                                                   |                   |         |
| Episodi autoconclusivi (9 episodi)                                           | |                   |         |
| 34                                                                           | The Get Backers Break Up?! The Enemy is Ban Midou 「GB解散!?敵は美堂蛮」 - GB Kaisan?! Teki wa Midō Ban                            | 7 giugno 2003     |         |
| 34                                                                           | Episodio presente solamente nell'anime                                                                                             |                   |         |
| 35                                                                           | Get Back the Flame of Life 「命の炎を奪り還せ!」 - Inochi no honoo wo tori kaese!                                                  | 14 giugno 2003    |         |
| 35                                                                           | Episodio presente solamente nell'anime                                                                                             |                   |         |
| 36                                                                           | The Children of Destiny 「運命の子供たち」 - Unmei no kodomotachi                                                                  | 21 giugno 2003    |         |
| 36                                                                           | Episodio presente solamente nell'anime                                                                                             |                   |         |
| 37                                                                           | Natsumi Does Her Best! 「夏実がんばる!」 - Natsumi Ganbaru!                                                                        | 28 giugno 2003    |         |
| 37                                                                           | Episodio presente solamente nell'anime                                                                                             |                   |         |
| 38                                                                           | A Recital Just for You 「あなただけのリサイタル」 - Anata daka no Recital                                                          | 5 luglio 2003     |         |
| 38                                                                           | Saga manga - Interlude II. Shido and Madoka                                                                                        |                   |         |
| 39                                                                           | Ginji Hospitalised? It's a Hospital! Everybody Assembled! 「銀次入院？病院だヨ！全員集合」 - Ginji Nyūin? Byōin da yo! Zenin Shūgō | 12 luglio 2003    |         |
| 39                                                                           | Saga manga - Ispirato alla parte 36 di Divine Design                                                                               |                   |         |
| 40                                                                           | Monkey Counterattack! 「逆襲の猿!」 - Gyakushū no Saru!                                                                            | 19 luglio 2003    |         |
| 40                                                                           | Episodio presente solamente nell'anime                                                                                             |                   |         |
| 41                                                                           | Farewell, My Beloved 「さらば愛しき人よ」 - Saraba itoshiki hito yo                                                                | 26 luglio 2003    |         |
| 41                                                                           | Episodio presente solamente nell'anime                                                                                             |                   |         |
| 42                                                                           | The Cost of Betrayal 「裏切りの代償」 - Uragiri no daishō                                                                          | 2 agosto 2003     |         |
| 42                                                                           | Episodio presente solamente nell'anime                                                                                             |                   |         |
| Return to the Limitless Fortress (second Limitless Fortress arc) (7 episodi) | |                   |         |
| 43                                                                           | The Man Who Came Back... The Limitless Fortress, Once More 「帰ってきた男…無限城、再び」 - Kaettekita Otoko... Mugenjyō, Futatabi  | 9 agosto 2003     |         |
| 43                                                                           | Episodio presente solamente nell'anime                                                                                             |                   |         |
| 44                                                                           | The Last of the Four Kings 「最後の四天王」 - Saigo no Shitennō                                                                    | 16 agosto 2003    |         |
| 44                                                                           | Episodio presente solamente nell'anime                                                                                             |                   |         |
| 45                                                                           | Demon of Revenge - Fudou Passes Away 「復讐鬼・不動逝く」 - Fukushū Ki Fudō Iku                                                    | 23 agosto 2003    |         |
| 45                                                                           | Episodio presente solamente nell'anime                                                                                             |                   |         |
| 46                                                                           | Brain Trust 「ブレイン・トラスト」 - Burein・Torasuto                                                                              | 30 agosto 2003    |         |
| 46                                                                           | Episodio presente solamente nell'anime                                                                                             |                   |         |
| 47                                                                           | Bust Into Beltline! Ginji vs Masaki 「ベルトライン突入!銀次VS柾」 - Beltline Totsunyū! Ginji VS Masaki                             | 6 settembre 2003  |         |
| 47                                                                           | Episodio presente solamente nell'anime                                                                                             |                   |         |
| 48                                                                           | Fated Confrontation - Ban vs Akabane 「宿命の対決、蛮VS赤屍」 - Shukumei no Taiketsu · Ban vs. Akabane                             | 13 settembre 2003 |         |
| 48                                                                           | Episodio presente solamente nell'anime                                                                                             |                   |         |
| 49                                                                           | GetBackers 「ゲットバッカーズ」 - GettoBakkaazu                                                                                    | 20 settembre 2003 |         |
| 49                                                                           | Episodio presente solamente nell'anime                                                                                             |                   |         |

## Colonna Sonora
Sigle di apertura
- Yuragu Koto Nai Ai cantata da Naomi Tamura (eps 1-25)
- Barairo no Sekai cantata da PIERROT (eps 26-49)

Sigle di chiusura
- Ichibyo No Refrain cantata da Otoha (eps 1-13)
- Namida no Hurricane cantata da Bon Bon Blanco (eps 14-25)
- Mr. Déjà vu cantata da Naja (eps 26-37)
- Changin' cantata da Nona Reeves (eps 38-48)
- Yuragu Koto Nai Ai cantata da Naomi Tamura (ep 49)